# Зунделевич, Аарон Исаакович
Аарон Исаакович Зунделевич (1852—1923) — виленский адвокат, революционер, член «Земли и воли» и «Народной воли».

## Биография
Родился в 1852 году в местечке Солы (Ошмянский уезд Виленской губернии), в семье Ицки-Кивеля (Ицика-Кивы) Ошеровича Зунделевича (1826—1890) и Ханы-Ривки Боруховны Вильштейн (1834—?). Был старшим ребёнком в многодетной семье, которая не позднее 1861 года поселилась в Вильне.
Учился в Виленском раввинском училище до 1873 года, когда училище было преобразовано в учительский институт.
В начале 1870-х участвовал в кружке еврейской учащейся молодежи в Вильне, начал сотрудничать с петербургским кружком «чайковцев». В 1875 году под угрозой ареста эмигрировал, жил в Кёнигсберге и Берлине, затем нелегально вернулся в Россию. 30 июня 1876 года участвовал в организации побега П. А. Кропоткина из Николаевского военного госпиталя. Был одним из учредителей общества «Земля и воля». С 1875 года наладил тесные связи с евреями-контрабандистами на западной границе. Организовывал ввоз литературы, типографского оборудования, нелегальный переход границы.
В 1877—1878 годах оборудовал типографии, выпускавшие революционные издания в Петербурге, в частности, подпольную «Вольную русскую типографию» и типографию в Саперном переулке, перешедшую впоследствии к «Народной воле». Занимался организацией передачи наследства Д. А. Лизогуба для революционной деятельности.
Участвовал в покушении С. М. Степняка-Кравчинского на Н. В. Мезенцова 4 августа 1878 года и подготовке покушения А. К. Соловьёва на Александра II 2 апреля 1879 года.
Осенью 1879 года вступил в «Народную волю» и вошёл в её Исполнительный комитет. В отличие от большинства товарищей по организации придерживался взглядов, близких к германской социал-демократии, но поддерживал террористические методы борьбы за политические реформы. По свидетельству его товарищей, главной целью Зунделевича была борьба за политические свободы.
Был арестован 28 октября 1879 года в Публичной библиотеке. В октябре 1880 года был осуждён по Процессу шестнадцати к бессрочной каторге.
Содержался в заключении в Петропавловской крепости, затем на Карийской и Акатуйской каторге. С 1892 года переведен в вольную команду на Каре, а с 1898 года — на поселении в Чите.
После амнистии 1905 года вернулся в Петербург, а в 1907 году эмигрировал. Затем жил в Лондоне, где скончался 30 августа 1923 года.
Стал прототипом Давида Стерна — героя романа «Андрей Кожухов» С. М. Степняка-Кравчинского